# گابریل بلانت
گابریل بلانت (انگلیسی: Gabrielle Blunt؛ ‏ ۸ ژانویهٔ ۱۹۱۹ – ۱۰ ژوئن ۲۰۱۴) بازیگر اهل بریتانیا بود.
از فیلم‌ها یا مجموعه‌های تلویزیونی که وی در آن‌ها نقش داشته‌است، می‌توان به پوآرو، ویسکی به وفور!، مندی، ۳۶ ساعت و خط باریک آبی اشاره نمود.